# 佛甲草

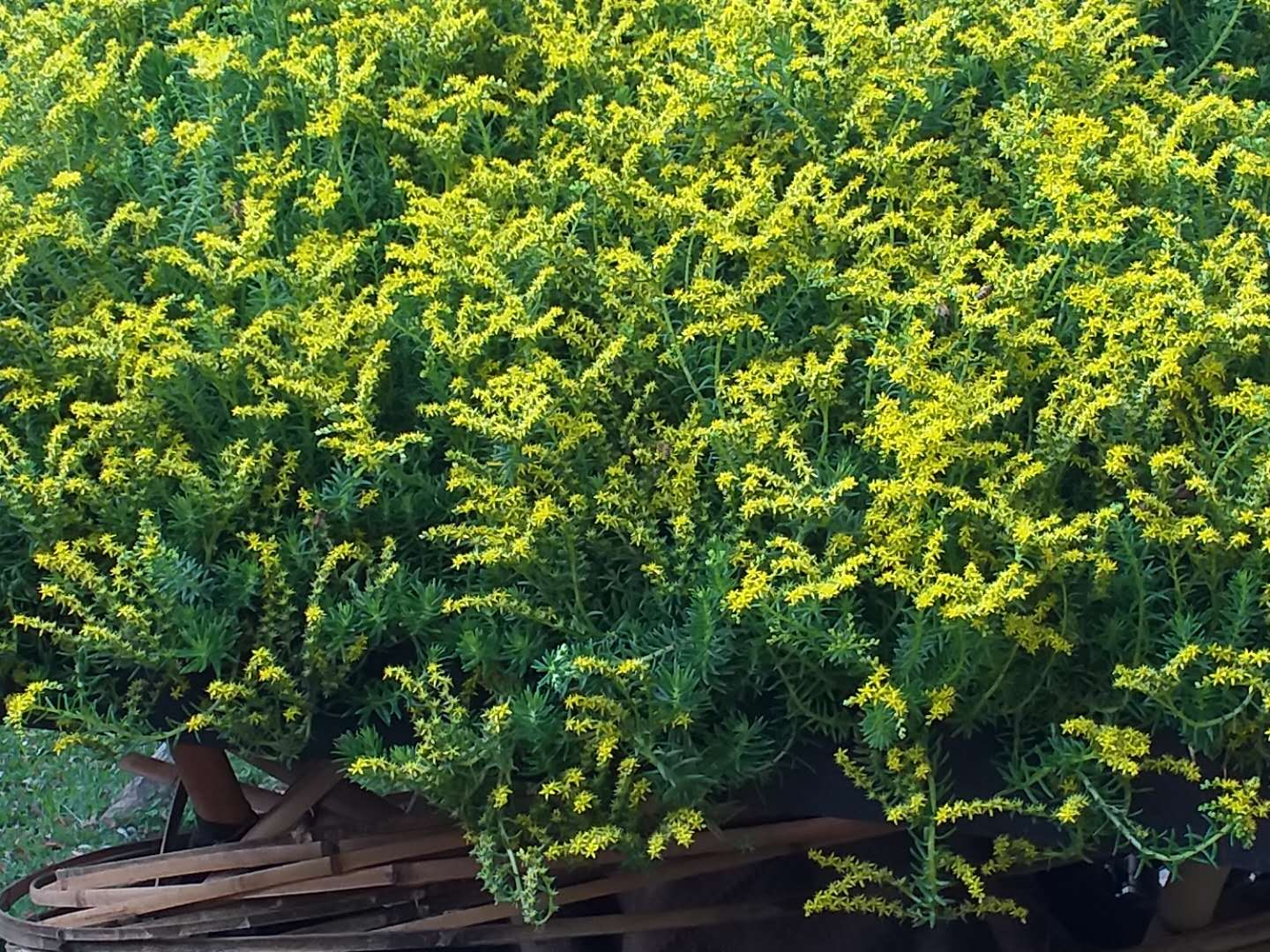
佛甲草

佛甲草（學名：Sedum lineare），為景天科景天屬植物。本種的模式標本採自於日本。

## 名稱
佛甲草（在日本被稱為万年草）有諸多異稱，如（按筆畫排列）：土三七、小佛指甲、小馬齒菜、小葉刀焮草、山馬齒菜、午時花、半支連、半支蓮、打不死、瓜只玉、禾雀舌、禾雀利、禾雀脷、尖葉六兒令、尖葉石指甲、伸甲草、佛甲菜、佛指甲、垂盆草、狗牙半枝、狗牙半枝蓮、狗牙菜、狗牙齒、狗牙辦、狗牙瓣、肩癰草、金刺插、金莿插、金槍藥、指甲草、窄葉小六兒令、細葉打不死、野馬齒菜、麻雀舌、麻雀花、萬年草、鼠牙半支、鼠牙半支蓮、鼠牙半枝蓮、圖經草、還魂草、龍牙草、鐵指甲等。

## 分佈
本種現分佈於中國、台灣及日本等地，中國國內分佈於廣東、廣西、福建、雲南、貴州、四川、甘肅、安徽、河南、湖南、湖北、陝西、江西、江蘇、浙江等省區，本種耐旱及同時喜水，喜生於低山的山坡、草坡、山谷岩石縫及山野等陰濕處，亦人工栽培作綠化屋頂之用。

## 形態特徵
佛甲草是一種多年生肉質草本植物，全株無毛，光滑，植株高約10－20厘米。莖直立或傾臥，肉質，纖細柔弱，基部節上長有纖維狀不定根，上部分枝；不育枝直立或斜生，高約7－10厘米。

### 葉
葉為線形至倒披針形，3葉輪生，少為4葉對生或輪生，肉質肥厚，頂端鈍或急尖，基部鈍圓或具截形的短距，無柄；長於花莖上部的葉片互生，易脫落，常呈楔形；長約10－25毫米，寬約0.6－2毫米。

### 花
花為聚傘花序，頂生，疏生花，寬約4－8厘米；常為2－3枚分枝，分枝常再2分枝，常僅中央一枚花朵具短梗，花梗長約1－1.5毫米，分枝上的花無梗或近無梗；苞片線形，較小，具距；花萼片5裂，綠色，裂片線狀披針形，肉質，頂端鈍，基部不具距或有時具短距，常為不等長，長約1.5－7毫米，寬約0.5－0.7毫米；花瓣5枚，黃色，卵狀披針形，頂端漸尖並具突尖頭，基部稍狹，長約4－6毫米，寬約0.8－2毫米；雄蕊10枚，較花瓣短，2輪排列，內輪的雄蕊著生於花瓣基部約1毫米處；花藥長圓形，頂端鈍；鱗片5枚，寬楔形、近四方形匙狀或楔狀倒三角形，頂端微缺或截形，長約0.4－0.5毫米，寬約0.5－0.6毫米；心皮5枚，開展，頂端漸狹成短花柱，基部合生，內有數枚胚珠，長約4－5毫米。

### 果
果為蓇葖果，五角星狀，略叉開，腹面呈淺囊狀，具短喙，長約4－5毫米；種子卵圓形，細小，表面具小乳頭狀突起。

## 醫藥用途
本種以乾燥根莖及葉入藥，中藥名為佛甲草，味甘、淡，性寒，歸心、肺、肝、脾經具清熱解毒、利濕及止血等功效，主治咽喉腫痛、熱毒癰腫、目赤腫痛、濕熱瀉痢、黃疸、崩漏、疔瘡、丹毒、纏腰火丹、毒蛇咬傷、外傷出血、燙傷、扁平疣等症狀，脾胃虛寒、瀉泄者忌用。

## 延伸阅读
[在维基数据编辑]
 《植物名實圖考·佛甲草》，出自吳其濬《植物名實圖考》

## 外部連結
- （简体中文）. 植物通.   [December 25, 2011]. （原始内容存档于2018-10-03）.
- （简体中文）. 中國自然標本館 物種相冊.   [December 25, 2011].[]
- （简体中文）. 中國植物圖像庫.   [December 25, 2011]. （原始内容存档于2018-09-29）.
- 佛甲草 Fojiacao （页面存档备份，存于） 藥用植物圖像資料庫 (香港浸會大學中醫藥學院) （繁體中文）（英文）

 维基共享资源上的相關多媒體資源：佛甲草
 維基物種上的相關：佛甲草